# Beatricesphaera ruthae
Beatricesphaera ruthae là một loài chân đều trong họ Sphaeromatidae. Loài này được Wetzer & Bruce miêu tả khoa học năm 1999.